# 김제온천
김제온천(金堤溫泉)은 전북특별자치도 김제시 검산동에서 영업했던 온천이다. 스파랜드라는 이름으로 온천을 운영하였으나 2001년 경영주의 부도로 온천이 문을 닫았다. 현재 김제온천은 15년 째 별다른 조치없이 방치되고 있어서 완주군 죽림온천 등과 함께 지역의 흉물로 전락하고 말았다.

## 연혁
- 2001년 8월 4일:개업
- 2001년 9월 11일:자금난으로 개업 1달 후 폐업

## 교통
- 서해안고속도로 서김제 나들목